# 1834 Palach
Az 1834 Palach (ideiglenes jelöléssel 1969 QP) a Naprendszer kisbolygóövében található aszteroida. Luboš Kohoutek fedezte fel 1969. augusztus 22-én.
Nevét Jan Palach (1948 – 1969) cseh egyetemista után kapta, aki a kommunista diktatúra elleni tüntetésként felgyújtotta magát Prága főterén 1969. január 19-én.